# Ptahmose (Bildhauer)
Ptahmose, auch Ptehmes, war ein altägyptischer Bildhauer.
Ptahmose lebte wahrscheinlich in der 18. Dynastie (1550–1292 v. Chr.), möglicherweise auch schon eher. Er war als Oberbaumeister in Memphis tätig. Bekannt ist er nur von einer Ohrenstatue, die ihn in Gebetshaltung zeigt; sie wurde während der Ausgrabungen von Flinders Petrie entdeckt. Es ist unklar, ob Ptahmose diese Statue selbst geschaffen hat oder nur abgebildet wurde.